# Cleòmenes (filòsof)
Cleòmenes  (grec antic: Κλεομένης, llatí: Cleomenes) fou un filòsof cínic grec que fou deixeble de Mètrocles. Va escriure un llibre sobre educació (Παιδαγωγικός) que és esmentat per Diògenes Laerci.